# پلینت

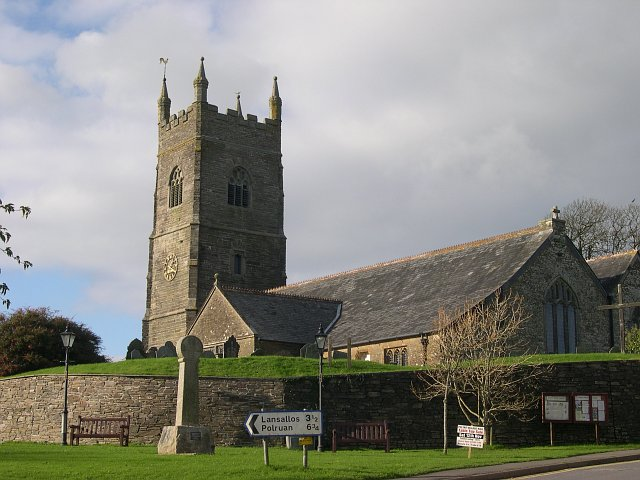

پلینت (کرنوالی: Pluwnennys, Pluwnonna) یک روستای مدنی در کورنوال، انگلستان، بریتانیا است.